# An Ode to Woe
An Ode to Woe è il terzo album dal vivo del gruppo musicale britannico My Dying Bride, pubblicato il 28 aprile 2008.

## Tracce
CD
1. To Remain Tombless - 7:43
2. My Hope, The Destroyer - 5:45
3. For You - 6:41
4. The Blue Lotus - 6:33
5. Like Gods of the Sun - 5:21
6. Catherine Blake - 6:18
7. The Cry of Mankind - 6:07
8. The Whore, The Cook & the Mother - 5:42
9. Thy Raven Wings - 5:22
10. The Snow in My Hand - 7:09
11. She Is the Dark - 7:59
12. The Dreadful Hours - 12:55

DVD
1. To Remain Tombless - 7:43
2. My Hope, The Destroyer - 5:45
3. For You - 6:41
4. The Blue Lotus - 6:33
5. Like Gods of the Sun - 5:21
6. Catherine Blake - 6:18
7. The Cry of Mankind - 6:07
8. The Whore, The Cook & the Mother - 5:42
9. Thy Raven Wings - 5:22
10. The Snow in My Hand - 7:09
11. She Is the Dark - 7:59
12. The Dreadful Hours - 12:55
13. The Forever People - 5:28

## Formazione
- Aaron Stainthorpe - voce
- Lena Abé - basso
- Andrew Craighan - chitarra
- Hamish Glencross - chitarra
- Sarah Stanton - tastiere
- Dan Mullins - batteria